# Saison 2 de Vikings
Chronologie
Saison 1 Saison 3
Cet article présente les dix épisodes de la deuxième saison de la série télévisée canado-irlandaise Vikings.

## Synopsis
Après un violent affrontement contre le jarl Borg, Ragnar rentre à Kattegat où il apprend la mort de sa fille Gyda, victime de la peste. Il ramène aussi captif son frère Rollo, qui les a trahis durant la bataille au profit de leurs ennemis. Ragnar a la surprise de voir débarquer chez lui sa maîtresse, la jeune princesse Aslaug. Cette dernière, enceinte et sur le point d'accoucher, demande à rester auprès de son amant. Furieux et publiquement humiliés, Lagertha et Bjorn décident de quitter Kattegat. Quatre ans plus tard, le roi Horik réclame l'aide de Ragnar afin de lancer une expédition dans le royaume du Wessex, dirigé par le roi Ecbert (ou Egbert). Mais les trahisons et les manigances se multiplient ; Kattegat finit par être attaquée par le jarl Borg, en représailles de sa cuisante défaite. Athelstan est trahi par le roi Horik et est laissé entre les griffes d'Ecbert et Lagertha se voit forcée de subir le joug d'un nouveau mari aussi cruel que puissant. Quant au roi Horik, il n'hésite pas à utiliser les proches de Ragnar dans le but secret de le renverser un jour.
Entre jeux de guerre, de pouvoir, d'amour et de foi, Ragnar devra faire des choix stratégiques et savoir rester fort s'il veut protéger sa famille, ses amis ainsi que sa patrie.

## Distribution

### Acteurs principaux
- Travis Fimmel (VF : Alexis Victor) : Ragnar Lothbrok
- Clive Standen (VF : Boris Rehlinger) : Rollo Lothbrok, le frère de Ragnar
- Katheryn Winnick (VF : Barbara Beretta) : Lagertha Lothbrok, la première femme de Ragnar
- Alexander Ludwig (VF : Donald Reignoux) : Bjorn, le fils de Ragnar
- Alyssa Sutherland (VF : Géraldine Asselin) : la princesse Âslaug, seconde femme de Ragnar
- Jessalyn Gilsig (VF : Rafaèle Moutier) : Siggy Haraldson, l'épouse du jarl Haraldson
- Gustaf Skarsgård (VF : Jean-François Vlérick) : Floki, le constructeur doué et ami de Ragnar
- George Blagden (VF : Damien Witecka) : Athelstan, moine anglo-saxon capturé par Ragnar lors de son premier raid en Angleterre
- Donal Logue (VF : Guillaume Orsat) : le roi Horik
- Linus Roache (VF : Xavier Fagnon) : le roi Ecbert

### Acteurs récurrents
- Maude Hirst (VF : Dorothée Pousséo) : Helga, l'épouse de Floki
- Thorbjørn Harr (VF : Joël Zaffarano) : le jarl Borg
- John Kavanagh (VF : José Luccioni) : le voyant
- Jefferson Hall (VF : Rémi Bichet) : Torstein

## Production
Le 5 avril 2013, la série a été renouvelée pour cette deuxième saison.

### Attribution des rôles
En octobre 2012, l'acteur Thorbjørn Harr, est annoncé pour reprendre son rôle dans cette saison.

## Liste des épisodes

### Épisode 1:Le Sang des frères
- Canada /  États-Unis : 27 février 2014 sur History Canada / History États-Unis[4],[5]
- France : 
  - 12 mai 2014 sur Canal+[6]
  - 26 août 2018 sur W9
- Québec : 18 juin 2014 sur Super Écran[7]
- Suisse : 17 août 2015 sur RTS Un

- États-Unis : 3,55 millions de téléspectateurs[8] (première diffusion)

- Carrie Crowley (Elisef)
- Tadhg Murphy (Arne)
- Alvaro Lucchesi (le prêtre païen)
- Morgan Jones (le gardien de la loi)
- Pagan McGrath (une femme)
- Nathan O'Toole (Bjorn Lothbrok, enfant)

- Cet épisode marque la dernière apparition de Nathan O'Toole dans le rôle de Bjorn, enfant.

### Épisode 2:Fragile Alliance
- Canada /  États-Unis : 6 mars 2014 sur History Canada / History États-Unis
- France : 
  - 12 mai 2014 sur Canal+
  - 26 août 2018 sur W9
- Suisse : 17 août 2015 sur RTS Un

- États-Unis : 3,2 millions de téléspectateurs[9] (première diffusion)

- Anna Astrom (Hild)
- Cormac Melia (Ubbe)
- Cathal O'Hallin (Hvitserk)
- Jay Duffi (Ari)
- Edvin Endre (Erlendur)
- Robert Fawsitt (Saxon no 1)
- Conor Marren (Saxon no 2)
- James Browne (le messager)

### Épisode 3:Trahison
- Canada /  États-Unis : 13 mars 2014 sur History Canada / History États-Unis
- France : 
  - 19 mai 2014 sur Canal+
  - 26 août 2018 sur W9
- Suisse : 24 août 2015 sur RTS Un

- États-Unis : 3,37 millions de téléspectateurs[10] (première diffusion)

- Morten Suurballe (Sigvard)
- Edvin Endre (Erlendur)
- Moe Dunford (Aethelwulf)
- Duncan Lacroix (Ealdorman Werferth)
- Alan Devine (Ealdorman Eadric)
- Philip O'Sullivan (Bishop Edmund)
- Edmund Kente (Bishop Swithern)
- Georgia Hirst (Torvi)
- Cormac Melia (Ubbe)
- Cathal O'Hallin (Hvitserk)
- M.E. Lewis (Mark Lewis)
- Fionn Foley (moine)
- Chris Gallagher (moine)

- Cet épisode marque la première apparition de Bjorn, adulte interprété par Alexander Ludwig.

### Épisode 4:Œil pour œil
- Canada /  États-Unis : 20 mars 2014 sur History Canada / History États-Unis
- France : 
  - 19 mai 2014 sur Canal+
  - 2 septembre 2018 sur W9
- Suisse : 24 août 2015 sur RTS Un

- États-Unis : 3,31 millions de téléspectateurs[11] (première diffusion)

- Morten Suurballe (Sigvard)
- Edvin Endre (Erlendur)
- Moe Dunford (Aethelwulf)
- Duncan Lacroix (Ealdorman Werferth)
- Philip O'Sullivan (Bishop Edmund)
- Edmund Kente (Bishop Swithern)
- Georgia Hirst (Torvi)
- Cormac Melia (Ubbe)
- Cathal O'Hallin (Hvitserk)
- Lennie James (le gardien de la loi)

### Épisode 5:Les Liens du sang
- Canada /  États-Unis : 27 mars 2014 sur History Canada / History États-Unis
- France : 
  - 26 mai 2014 sur Canal+
  - 9 septembre 2018 sur W9
- Suisse : 31 août 2015 sur RTS Un

- États-Unis : 3,34 millions de téléspectateurs[12](première diffusion)
- Canada : 1,09 million de téléspectateurs[13](première diffusion + différé 7 jours)

- Cormac Melia (Ubbe)
- Cathal O'Hallin (Hvitserk))
- Rachel-Mae Brady (jeune femme)
- Georgia Hirst (Torvi)
- Morgan C. Jones (le gardien de la loi)
- Carrie Crowley (Elisef)
- Moe Dunford (Aethelwulf)
- Philip O'Sullivan (Bishop Edmund)
- Richard Ashton (Thorvard)
- Rick Burn (Guerrier)
- Dean O'Neill (Guerrier)
- Jens Christian Bushov Lund (Olrik)

### Épisode 6:L'Impossible Pardon
- Canada /  États-Unis : 3 avril 2014 sur History Canada / History États-Unis
- France : 
  - 26 mai 2014 sur Canal+
  - 9 septembre 2018 sur W9
- Suisse : 31 août 2015 sur RTS Un

- États-Unis : 2,96 millions de téléspectateurs[14] (première diffusion)

- Morten Suurballe (Sigvard)
- Gaia Weiss (Porunn)
- Edvin Endre (Erlendur)
- Georgia Hirst (Torvi)
- Cathal O'Hallin (Hvitserk)
- Derry Power (vieil homme)
- Moe Dunford (Aethelwulf)
- Cormac Melia (Ubbe)
- Steve Wall (oncle Einar)
- Rick Burn (guerrier)

### Épisode 7:L'Aigle de sang
- Canada /  États-Unis : 10 avril 2014 sur History Canada / History États-Unis
- France : 
  - 2 juin 2014 sur Canal+
  - 9 septembre 2018 sur W9
- Suisse : 7 septembre 2015 sur RTS Un

- États-Unis : 3,09 millions de téléspectateurs[15] (première diffusion)

- Sarah Greene (Judith)
- Barbara Griffin (sorcière)
- Ivan Kaye (Roi Ælle)
- Mark McAuley (Envoy)
- Philip O'Sullivan (Bishop Edmund)
- Noni Stapleton (grande prêtresse)
- Gaia Weiss (Porunn)
- Cathy White (Ealswith)

- Départ de l'acteur Thorbjørn Harr (le jarl Borg) de la série.

### Épisode 8:Le Désossé
- Canada /  États-Unis : 17 avril 2014 sur History Canada / History États-Unis
- France : 
  - 2 juin 2014 sur Canal+
  - 16 septembre 2018 sur W9
- Suisse : 7 septembre 2015 sur RTS Un

- États-Unis : 2,91 millions de téléspectateurs[16] (première diffusion)

- Amy Bailey (Princesse Kwenthrith)
- Gaia Weiss (Porunn)
- Barbara Griffin (la sorcière)
- Edvin Endre (Erlendur)
- Moe Dunford (Aethelwulf)
- Sarah Greene (Judith)
- Philip O'Sullivan (Bishop Edmund)
- Cormac Melia (Ubbe)
- Cathal O'Hallin (Hvitserk)
- Steve Wall (Einar)

### Épisode 9:Le Choix
- Canada /  États-Unis : 24 avril 2014 sur History Canada / History États-Unis
- France : 
  - 9 juin 2014 sur Canal+
  - 16 septembre 2018 sur W9
- Suisse : 14 septembre 2015 sur RTS Un

- États-Unis : 3,11 millions de téléspectateurs[17] (première diffusion)

- Gaia Weiss (Porunn)
- Sarah Greene (Judith)
- Amy Bailey (Princesse Kwenthrith)

### Épisode 10:Notre Père
- Canada /  États-Unis : 1er mai 2014 sur History Canada / History États-Unis
- France : 
  - 9 juin 2014 sur Canal+
  - 16 septembre 2018 sur W9
- Suisse : 14 septembre 2015 sur RTS Un

- États-Unis : 3,37 millions de téléspectateurs[18] (première diffusion)

- Gaia Weiss (Porunn)
- Edvin Endre (Erlendur)
- Mark Fitzgerald (guerrier)
- Cormac Melia (Ubbe)
- Elizabeth Moynihan (Gunnhild, épouse du roi Horik)
- Cathal O'Hallin (Hvitserk)
- Carl Shaaban (Jesus)

- Départ de l'acteur Donal Logue (le roi Horik) de la série.

## Audiences aux États-Unis
| N° d'épisode | Titre original    | Titre français      | Chaîne                              | Date de diffusion originale | États-Unis (en millions de téléspectateurs) |
| ------------ | ----------------- | ------------------- | ----------------------------------- | --------------------------- | ------------------------------------------- |
| 1            | Brother's War     | Le sang des frères  | History Canada / History États-Unis | 27 février 2014             | 3.55                                        |
| 2            | Invasion          | Fragile alliance    | History Canada / History États-Unis | 6 mars 2014                 | 3.2                                         |
| 3            | Treachery         | Trahison            | History Canada / History États-Unis | 13 mars 2014                | 3.37                                        |
| 4            | Eye For An Eye    | Oeil pour oeil      | History Canada / History États-Unis | 20 mars 2014                | 3.31                                        |
| 5            | Answers In Blood  | Les liens du sang   | History Canada / History États-Unis | 27 mars 2014                | 3.34                                        |
| 6            | Unforgiven        | L'impossible pardon | History Canada / History États-Unis | 3 avril 2014                | 2.96                                        |
| 7            | Blood Eagle       | L'aigle de sang     | History Canada / History États-Unis | 10 avril 2014               | 3.09                                        |
| 8            | Boneless          | Le désossé          | History Canada / History États-Unis | 17 avril 2014               | 2.91                                        |
| 9            | The Choice        | Le choix            | History Canada / History États-Unis | 24 avril 2014               | 3.11                                        |
| 10           | The Lord's Prayer | Notre père          | History Canada / History États-Unis | 1er mai 2014                | 3.37                                        |